# Camelot (musical)
Camelot is een musical geschreven door Alan Jay Lerner met muziek van Frederick Loewe. Camelot is gebaseerd op de mythes en legendes over en rond Koning Arthur en is een adaptatie van de drie laatste delen van The Once and Future King van T. H. White.  In de productie gaat de aandacht vooral naar de driehoeksverhouding tussen Koning Arthur, Koningin Guinevere en ridder Lancelot. Tot de bekendere nummers horen The Simple Joys of Maidenhood, The Lusty Month of May, How to Handle a Woman, I Loved You Once in Silence, If Ever I Would Leave You en What Do the Simple Folk Do?.
Oorspronkelijk werd de productie gespeeld in het Majestic Theatre op Broadway waar men in 1960 begon aan een reeks van 873 voorstellingen die begin 1963 werd afgerond. Onder anderen Julie Andrews en Richard Burton vertolkten de hoofdrollen.  De productie won meerdere Tony Awards en werd veelvuldig wereldwijd hernomen waaronder vanaf 1964 een reeks van 518 voorstellingen in het Royal Theatre, Drury Lane, in West End, Londen. De musical werd in 1967 verfilmd in een regie van Joshua Logan met onder anderen Vanessa Redgrave en Richard Harris.

## Vlaanderen (2001)
Frank Van Laecke regisseerde Camelot een eerste maal in 2001 bij de heropening van theater Capitole in Gent. De Music Hall Group productie kon op 60.000 toeschouwers rekenen.
Cast
| Rol         | Acteur             |
| ----------- | ------------------ |
| King Arthur | Karel Deruwe       |
| Guinevere   | Hilde Van Wesepoel |
| Lancelot    | Frank Hoelen       |
| Merlijn     | Harry Deswarte     |
| Pellinore   | Jef Demedts        |
| Mordred     | Mark Tijsmans      |

Ensemble mannen
Johan Uytterschaut, Sven Verlinden, Ton Coppens,  Hans Royaards, Roel Lauwens, Arnan René Samson, Kris Castelijns, Bram Dewaele, John Desmet 
Ensemble vrouwen
Ann De Winne, Lieve Van Hoof, Liesbeth Ysebie, Ann Engels, Esther Van Boxtel, Kelly Cobbaut, Els Ruymen, Conny Marks, Ann Van den Broeck
Creatives
| Producent        | Geert Allaert                   |
| Regie            | Frank Van Laecke                |
| Muzikale Leiding | Geert Baetens & Max Smeets      |
| Arrangementen    | Luc Smets                       |
| Choreografie     | Aimé De Lignière                |
| Decor & Kostuums | Marnik Baert                    |
| Licht            | Jaak Van De Velde               |
| Vertaling        | Johan De Paepe                  |
| Grime & Pruiken  | Eddy Demeyer & Jean-Paul Pollet |

## Vlaanderen (2009)
In een openluchtopstelling aan het Donkmeer in Overmere, een dorp in de gemeente Berlare, provincie Oost-Vlaanderen, wordt vanaf 21 augustus 2009 de musical opgevoerd in een productie van Festivaria. Deze vzw organiseert om de 2 jaar en dit jaar voor de dertiende maal een grootse musical . De musical wordt terug geregisseerd door Frank Van Laecke (onder meer bekend van Op zoek naar Maria, Daens, ...). Helen Geets ,Jan Schepens en Dirk Willems  vertolken de hoofdrollen van respectievelijk Guinevere, Lancelot en koning Arthur.  De voorstellingen zijn al door 20.000 bezoekers geboekt.
'14-'18 · '40-'45 (België) · '40-'45 (Nederland) · De 3 Biggetjes · 3 Musketiers · Aida · Alice in Wonderland · A xXxmas Carola · Anatevka · Assepoester · Belle en het Beest · Billie Holiday · Bloedbroeders · The Bodyguard · Cabaret · Camelot · Cats · Chicago · Ciske de Rat · Cyrano de Bergerac · De Schone van Boskoop · Daens · Dirty Dancing · Doe Maar! · Domino · Doornroosje · Dracula · Drood · Elisabeth · Evita · Fame · De Finale · Flashdance · Foxtrot · Goodbye, Norma Jeane · Grease · Hair · High School Musical · De Jantjes · Jekyll & Hyde · Jersey Boys · Jesus Christ Superstar · Kadanza · De kleine zeemeermin · Koning van Katoren · Kruimeltje · Kuifje: De Zonnetempel · Kunt u mij de weg naar Hamelen vertellen, mijnheer? · The Last Five Years · Lelies · The Lion King · The Little Mermaid · Love Story · Lover of Loser · Mamma Mia! · De man van La Mancha · Mary Poppins · Les Misérables · Miss Saigon · Muerto! · De Muze van Rubens · My Fair Lady · On Your Feet! · Op hoop van Zegen · Oorlogswinter · The Passion · Pauline & Paulette · The Phantom of the Opera · Pinokkio · Red Star Line · Rembrandt · Robin Hood · Romeo en Julia, van Haat tot Liefde · De Rozenoorlog · Shhh...it happens! · Shrek · Soldaat van Oranje · Spring Awakening · De sprookjesmusical Klaas Vaak · Sneeuwwitje · The Sound of Music · Tarzan · Titanic · Turks fruit · Urinetown · De Vliegende Hollander · Wat Zien Ik?! · Wicked · The Wild Party · The Wiz · Wickie de viking de musical
    Portaal Musical